# Fraxinus sieboldiana
Fraxinus sieboldiana — вид квіткових рослин з родини маслинових (Oleaceae).

## Біоморфологічна характеристика

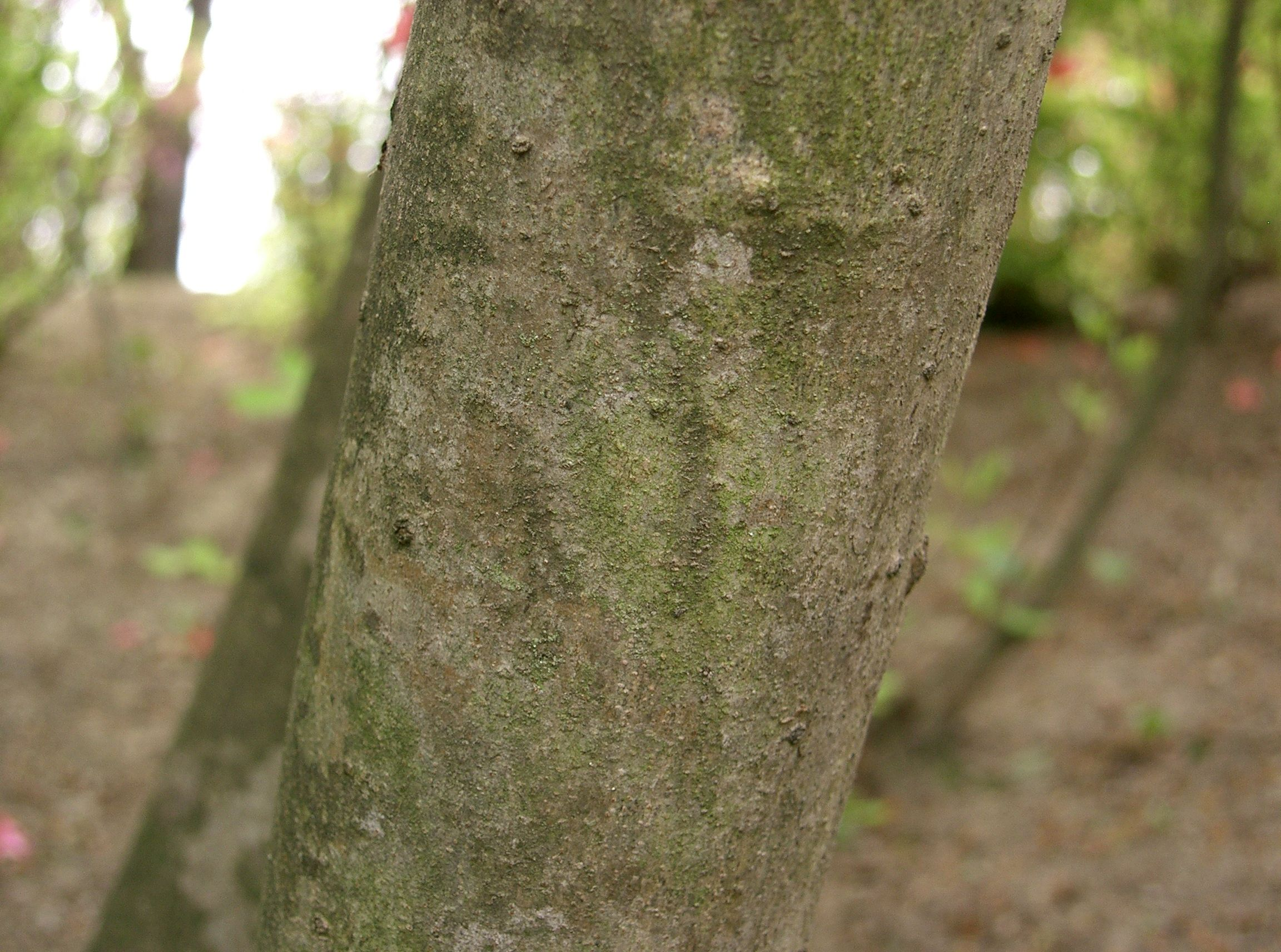

Це листопадне сильно гіллясте дерево (чи великий кущ), яке може досягати висоти від 4 до 8 метрів. Гілочки тонкі, сірі, з тонкими залозистими волосками. Кінцеві бруньки сірі. Листки довжиною 10–15 см, складні, складаються з п'яти-семи, рідше лише трьох сидячих або коротконіжкових листочків; ніжка червонувата, 2–3 см завдовжки і, як і квітконоси суцвіть, має дрібні залозисті волоски. Листочки в довжину від 2.5 до 8 сантиметрів, у ширину від 1.5 до 4.5 сантиметрів, яйцеподібні або ланцетні, загострені та з округлою основою; верх зелений і голий, нижня сторона запушена біля основи середньої жилки; край злегка пилчастий. Квітки розподілені полігамно і знаходяться в кінцевих і пазушних волотях довжиною від 9 до 15 сантиметрів. Чашолистки дуже малі, зазубрені. Чотири білі пелюстки довжиною від 5 до 7 міліметрів. Квіти з'являються після розпускання листя в червні. Плоди довжиною 2 см, круглі в поперечному перерізі, крилаті горішки, край крильця яких спускається до верхньої третини.

## Поширення
Ареал: Китай (Аньхой, Фуцзянь, Цзянсу, Цзянсі, Чжецзян); Японія (Хонсю, Кюсю, Сікоку); Республіка Корея.
Росте на висотах від 280 до 1200 метрів. Це дерево росте в лісах на схилах і біля струмків в ярах.

## Використання
Цей вид вважається привабливим декоративним і доступний у продажу.